# Antonio Pastor
Pour les articles homonymes, voir Pastor.
 (novembre 2015).
Antonio Pastor (Almansa 1920 - Grenade 2005) est le protagoniste d'une imposture en Espagne. Il a prétendu avoir été interné pendant la Seconde Guerre mondiale dans le camp de concentration de Mauthausen. Il a reçu la médaille d'Andalousie pour sa « bravoure ». Son histoire réelle a été différente. Il s'est exilé en 1939 en France et a  été interné en 1940 au camp du Vernet d'Ariège. En été 1941, il est rentré volontairement en Espagne où il a fait son service militaire. Ce n'est que vers 2000 qu'il a commencé à parler d'un prétendu passé de déporté. Son récit a été très bien accueilli par les médias et deux documentaires ont été consacrés à son passé. Il a fait des nombreuses conférences dans le milieu scolaire. Ce n'est que lorsque l'imposture d'Enric Marco a été révélée que l'histoire d'Antonio Pastor est parue dans les médias comme fausse, ce qui avait en fait été démontré quelques mois auparavant par les recherches de deux historiens espagnols.

## Sources
- « Dans le camp du mensonge », Libération, 17 juin 2005.
- (es) « Mauthausen: Vivir para contarlo », article sur un documentaire d'une chaîne de télévision publique espagnole qui a traité sa vie comme soi-disant déporté.
- (es) Benito Bermejo et Sandra Checa, « La construccion de una impostura », Migraciones & Exilios, numéro 4, 2004, ISSN 1577-3256, article analysant les constructions médiatiques autour de Antonio Pastor (mentionné comme APM) et son histoire réelle, incompatible avec ses récits.